# Фелікс Чацький
Фелікс Чацький, або Щенсний Чацький (пол. Feliks Czacki, Szczęsny Czacki; 1723, Порицьк — 2 червня 1790, Брусилів) — шляхтич, державний діяч Речі Посполитої. Батько Тадеуша Чацького.

## Біографія
Старший син Міхала Героніма Чацького та його дружини Констанції Вельгорської.
З 18 грудня 1756 року мав посаду великого коронного підчашого.
13 вересня 1758 року архітектор П'єр Ріко де Тірргей уклав контракт щодо спорудження для Ф. Чацького палацу зі стайнями поза єзуїтською фірткою у Львові. Роботи мав виконати за два роки, отримати за це 10 000 злотих.
На сеймі 1766 року запропонував на посаду маршалка кандидатуру Чаплича. Приступаючи до реакційних: Волинської та генеральної Радомської — конфедерацій, вважав, що для некатоликів жодних поступок не хоче, відводив Потоцьких від залежності Рєпніну, видав гарячу відозву на сеймики, за що був арештований дорогою на сеймик у Луцьку 22 серпня 1767 року, інтернований під стражу російських офіцерів у Порицьку. Неволя тривала 6,5 років, перебував у Бродах, Брусилові, Полонному, Бердичеві.
На Житомирському сеймику 16 липня 1776 пробував підтримувати гетьманську опозицію, невдовзі був арештований (короткий час), після цього обмежився інспіруванням різних сеймиків в консервативному дусі. З братом приймав у Володимирі на Волині 13 жовтня 1781 року короля. У лютому 1785 року передав посаду великого коронного підчашого сину Міхалу. Виробив привілей на заснування в Порицьку друкарні (польською, латинською, французькою, італійською, жидівською мовами). Колятор костелу:
- будівництво костелу в Порицьку (надав малий фундуш, не вистарчило на утримання пробоща)
- заклав монастир (кляштор) капуцинів у Брусилові
- організував у Житомирі урочисті похорони єпископа Яна Самуеля Ожґи.

Після батька став власником Порицька, Топорова, Туржі, Соколівки, Брусилова, від гетьманівни Потіївни успадкував інші села.

### Сім'я
Дружина Катажина (пом. 1768) — донька великого коронного канцлера Яна Малаховського. Діти:
- Тадеуш — польський освітній діяч,
- Міхал — публіцист,
- Розалія — дружина кагарлицького старости Яна Тарновського,
- Антоніна[8] Анна — дружина опіногурського старости Яна Красінського.

Діти були позбавлені спілкування з батьком через арешт з наказу Рєпніна за агітацію проти рівних прав для неуніятів та дисидентів. Їх мати померла рано, син Тадеуш виховувався зі старшим братом Міхалом у Ґданську під опікою стрия Францішека протягом 5,5 років, доньки — в Угорщині. Порицьк, захоплений військами Крєчєтнікова, був пограбований, знищений. З 1757 року кавалер ордену Білого Орла. Після смерті тестя в 1762 році мав намір посісти його місце, але через зростаючий вплив «Фамілії» цього не відбулося.